# 德铁网群

德铁网络标志

德铁网群（德語：DB Netze）是德国国有铁路运营商德国铁路股份公司一个业务部门，主要负责铁路基础设施的运营。它成立于2007年12月，与负责物流业务的德铁信可和负责客运业务的德铁线路共同构成德国铁路的三大品牌。
德铁网群成立的初衷是协调铁路基础设施的交付以满足运输系统长期稳定的运营。作为德国铁路的附属机构，它还开发及运营一个多元化的交通、能源、数据和服务网络。然而在2008年6月，根据部分服务私有化的计划，德国铁路管理委员会决定将服务供应业务从德铁网群的品牌中分离，只留下其基础设施职能。服务供应业务如今重组为德铁服务（DB Dienstleistungen）业务领域，在德国铁路的品牌下运营。
目前德铁网络拥有以下业务单位：
- 德铁网群通路（DB Netze Fahrweg）
- 德铁网群客运车站（DB Netze Personenbahnhöfe）
- 德铁网群能源（DB Netze Energie）
- 德铁网群规划建造（DB Netze Projektbau）

其中德铁网群客运车站辖下的德铁车站服务（DB Station&Service AG）运营有约5400座火车站及2400座建筑。它为德国铁路甚至其它铁路运营商提供乘客服务、车站及站前广场地产租赁业务。德铁能源则致力于关注整个德国铁路的电力及柴油能源固定用户，其客户还包括其它公司。